# Macrobrachium aracamuni
Macrobrachium aracamuni är en kräftdjursart som beskrevs av Juan Manuel Rodriguez 1982. Macrobrachium aracamuni ingår i släktet Macrobrachium och familjen Palaemonidae. Inga underarter finns listade i Catalogue of Life.